# アーベル方程式
数学において、ニールス・アーベルの名にちなむアーベル方程式（アーベルほうていしき、英: Abel equation）とは、
{\displaystyle f(h(x))=h(x+1)\,\!}
あるいは
{\displaystyle \alpha (f(x))=\alpha (x)+1\!}
の形式で記述され、f の反復をコントロールする特殊な函数方程式のことを言う。

## 同値性
上述の二つの方程式は同値である。実際、α を可逆函数とすると、二番目の方程式は
{\displaystyle \alpha ^{-1}(\alpha (f(x)))=\alpha ^{-1}(\alpha (x)+1)\,}
のように書くことが出来る。すると x =  α−1(y) とすることで、この方程式は
{\displaystyle f(\alpha ^{-1}(y))=\alpha ^{-1}(y+1)\,}
のように書くことが出来る。既知とされる函数 f(x) に対して、問題は函数 α−1 についての函数方程式を解くこととなる。また α−1(0) = 1 のような追加条件も必要となる可能性がある。
実パラメータ s に対して変数変換 sα(x) =  Ψ(x) を行うことで、アーベル方程式は有名なシュレーダーの方程式 Ψ(f(x)) = s Ψ(x) に書き換えることが出来る。
さらに変換 F(x) = exp(sα(x)) を施すことで、ボッチャーの方程式 F(f(x)) = F(x)s が得られる。

## 歴史
はじめ、この方程式はより一般的な形式で記述されていた
。その方程式は、一変数の場合ですら非自明なもので、特別な解析が必要とされた。
線型変換函数の場合、解はコンパクトな形式で表現できる。

## 特別な場合
テトレーションの方程式は、f = exp であるようなアーベル方程式の特別な場合である。
整数の議論の場合、アーベル方程式は再帰的な手順を表すものである。例えば
{\displaystyle \alpha (f(f(x)))=\alpha (x)+2~}
や
{\displaystyle \alpha (f_{n}(x))=\alpha (x)+n~}
などのようになる。
ファトウ座標は、放物型不動点の近くでの離散力学系の局所的な挙動を記述する、アーベル方程式の解を表すものである。